# フランク・クラウス
フランク・クラウス（Frank Klaus、1887年12月30日 - 1948年2月8日）は、アメリカ合衆国の元プロボクサー。ペンシルベニア州ピッツバーグ出身。ドイツ系アメリカ人。元世界ミドル級王者。

## 略歴
1904年にデビュー。1912年に遠征先のヨーロッパで“蘭の男”ジョルジュ・カルパンティエに勝利し、名を挙げる。1913年3月5日にビリー・パプケに15回反則勝ちし、世界ミドル級王座を獲得する。
しかし、1913年12月23日に初防衛戦でジョージ・チップに生涯唯一のKO負けを喫した。

## 通算戦績
51勝（27KO）4敗2引分け33無判定